# Ludwig von Mises
Ludwig Heinrich Edler von Mises (29 tháng 9 năm 1881 – 10 tháng 10 năm 1973) nhà kinh tế học Trường phái Áo, nhà sử học, nhà luận lý học và nhà xã hội học. Mises viết và giảng dạy nhiều về đóng góp xã hội của chủ nghĩa tự do cổ điển. Ông nổi tiếng về hành vi học, ngành nghiên cứu lựa chọn và hành động của con người.
Mises di cư từ Áo tới Hoa Kỳ năm 1940. Từ giữa thế kỉ 20, phong trào chủ nghĩa tự do cá nhân chịu tác động mạnh từ Mises. Học trò Friedrich Hayek coi thầy Mises là một trong những nhân vật chính chấn hưng chủ nghĩa tự do cổ điển sau Thế chiến. Bài viết của Hayek "The Transmission of the Ideals of Freedom" (1951) ghi công ảnh hưởng của Mises trong phong trào này.
Mises's Private Seminar là một nhóm hàng đầu các nhà kinh tế học. Nhiều cựu sinh viên trong đó, gồm cả Hayek và Oskar Morgenstern, di cư từ Áo sang Hoa Kỳ và Anh Quốc. Mises có khoảng 70 học trò thân thiết ở Áo. Viện Mises ở Mỹ được thành lập để tiếp nối sự nghiệp giảng dạy của ông.